# CURL
Cet article concerne le logiciel de transfert de données. Pour le langage de programmation, voir Curl (langage). Pour les autres significations, voir Curl.
 (décembre 2021).
Si vous disposez d'ouvrages ou d'articles de référence ou si vous connaissez des sites web de qualité traitant du thème abordé ici, merci de compléter l'article en donnant les références utiles à sa vérifiabilité et en les liant à la section « Notes et références ».
cURL (abréviation de client URL request library : « bibliothèque de requêtes aux URL pour les clients » ou see URL : « voir URL ») est une interface en ligne de commande, destinée à récupérer le contenu d'une ressource accessible par un réseau informatique.
La ressource est désignée à l'aide d'une URL et doit être d'un type supporté par le logiciel (voir ci-dessous). Le logiciel permet de créer ou modifier une ressource (contrairement à wget), il peut ainsi être utilisé en tant que client REST.
Le programme cURL implémente l'interface utilisateur et repose sur la bibliothèque logicielle libcurl, développée en langage C. Celle-ci est ainsi accessible aux programmeurs qui veulent disposer des fonctionnalités d'accès au réseau dans leurs programmes. Des interfaces ont été créées dans de nombreux langages (C++, Java, .NET, Perl, PHP, Ruby...).
La bibliothèque supporte notamment les protocoles DICT, file, FTP, FTPS, Gopher, HTTP, HTTPS, IMAP, IMAPS, LDAP, LDAPS, POP3, POP3S, RTSP, SCP, SFTP, SMB, SMBS, SMTP, SMTPS, Telnet et TFTP.
Le support d'IPFS est ajouté dans le code le 23 septembre 2023.
L'écriture peut se faire en HTTP en utilisant les commandes POST ou PUT.

## Exemple
Pour obtenir l'en-tête HTTP d'une page :
```
 
$
 
curl
 
-I
 
www.example.org
HTTP/1.1
 
200
 
OK
Accept-Ranges:
 
bytes
Cache-Control:
 
max-age
=
604800

Content-Type:
 
text/html
Date:
 
Mon,
 
07
 
Mar
 
2016
 
11
:21:41
 
GMT
Etag:
 
"359670651+gzip"

Expires:
 
Mon,
 
14
 
Mar
 
2016
 
11
:21:41
 
GMT
Last-Modified:
 
Fri,
 
09
 
Aug
 
2013
 
23
:54:35
 
GMT
Server:
 
ECS
 
(
atl/FC90
)

X-Cache:
 
HIT
x-ec-custom-error:
 
1

Content-Length:
 
1270

```